# Стефан Аншо
Стефан Аншо (нім. Stéphane Henchoz; нар. 7 вересня 1974, Білленс-Енненс) — швейцарський футболіст, захисник.
Насамперед відомий виступами за клуб «Ліверпуль», а також за національну збірну Швейцарії.
Володар Кубка Англії. Дворазовий володар Кубка англійської ліги. Володар Суперкубка Англії з футболу. Володар Кубка УЄФА. Володар Суперкубка УЄФА.

## Клубна кар'єра
Народився 7 вересня 1974 року в місті Білленс-Енненс. Вихованець юнацьких команд футбольних клубів «Булле» та «Пайєрн».
У дорослому футболі дебютував у 1992 році виступами за команду клубу «Ксамакс», в якій провів три сезони, взявши участь у 91 матчі чемпіонату.
Згодом з 1995 до 1999 року грав у складі команд клубів «Гамбург» та «Блекберн Роверз».
Своєю грою за останню команду привернув увагу представників тренерського штабу клубу «Ліверпуль», до складу якого приєднався у 1999 році. Відіграв за мерсісайдців наступні шість сезонів своєї ігрової кар'єри. Більшість часу, проведеного у складі «Ліверпуля», був гравцем захисту основного складу команди. За цей час виборов титул володаря Кубка Англії, ставав володарем Кубка англійської ліги (двічі), володарем Суперкубка Англії з футболу, володарем Кубка УЄФА, володарем Суперкубка УЄФА.
Протягом 2005—2006 років захищав кольори клубів «Селтік» та «Віган Атлетік».
Завершив професійну ігрову кар'єру у клубі «Блекберн Роверз», у складі якого вже виступав раніше. Увійшов до складу команди в 2006 році, захищав її кольори до припинення виступів на професійному рівні у 2008.

## Виступи за збірну
У 1993 році дебютував в офіційних матчах у складі національної збірної Швейцарії. Протягом кар'єри у національній команді, яка тривала 13 років, провів у формі головної команди країни 72 матчі.
У складі збірної був учасником чемпіонату Європи 1996 року в Англії, чемпіонату Європи 2004 року у Португалії.

## Титули і досягнення
- Володар Кубка Англії (1):

«Ліверпуль»: 2000-01
- Володар Кубка англійської ліги (2):

«Ліверпуль»: 2000-01, 2002-03
- Володар Суперкубка Англії (1):

«Ліверпуль»: 2001
- Володар Кубка УЄФА (1):

«Ліверпуль»: 2000-01
- Володар Суперкубка УЄФА (1):

«Ліверпуль»: 2001